# Estadi Poliesportiu Idriss Mahamat Ouya
L'Estadi Nacional o Estadi Poliesportiu Idriss Mahamat Ouya (en àrab: ملعب وطني, en francès: Stade Nacional o Stade Omnisports Idriss Mahamat Ouya) és un estadi multiusos situat a N'Djamena, Txad.
Majoritàriament és utilitzat per la pràctica del futbol. Té una capacitat per a 20.000 espectadors ampliable fins a 30.000, amb gespa artificial. El seu nom fa referència al saltador d'alçada Mahamat Idriss (1942—1987).
És utilitzat per la selecció del Txad de futbol, i dels clubs Tourbillon, CotonTchad, Gazelle, Renaissance N'Djamena, Postel 2000, Foullah Edifice i AS DGSSIE.